# نوبو إيكيدا
نوبو إيكيدا (باليابانية: 池田信夫؛ بالكانا: いけだ のぶお) هو مدون واقتصادي ياباني، ولد في أكتوبر 1953 في كيوتو في اليابان.